# Deltote mella
Deltote mella is een vlinder uit de familie van de uilen (Noctuidae). De wetenschappelijke naam van deze soort is voor het eerst voorgesteld als Bryophila mella door William Schaus in een publicatie uit 1894.
De soort komt voor in Brazilië (Rio de Janeiro).